# Paris (genre)
Pour les articles homonymes, voir Paris (homonymie).
Genre
Classification APG III (2009)
Synonymes
- Alopicarpus Neck.
- Demidovia Hoffm.
- Daiswa Raf.
- Cartalinia Szov. ex Kunth
- Euthyra Salisb.
- Kinugasa Tatew. & Sutô

Paris est un genre de plantes herbacées de la famille des Liliaceae selon la classification classique, ou de celle des Melanthiaceae selon la classification phylogénétique.

## Liste d'espèces
- Paris chinensis
- Paris delavayi Franch.
- Paris hexaphylla Cham.
- Paris involucratum Maxim.
- Paris japonica Franch.
- Paris lanceolata
- Paris luquanensis H.Li
- Paris marmorata Stearn
- Paris quadrifolia L. — parisette à quatre feuilles
- Paris polyphylla Sm.
- Paris tetraphylla A. Gray
- Paris verticillata Bieb.

## Biologie
Paris japonica a le génome le plus vaste décrit : il comporte près de 150 milliards de paires de bases, soit près de 50 fois la taille du génome humain